# Concattedrale di Sant'Andrea (Venosa)
La concattedrale di Sant'Andrea Apostolo è un monumento di epoca rinascimentale che si trova a Venosa, in Basilicata.

## Struttura e storia
L'altezza della concattedrale è pari a 42 metri. La parte sovrastante è composta da due prismi ottagonali, che fanno da base alla cuspide piramidale alta 10 metri. La parte sottostante presenta tre parallelepipedi sovrapposti, di cui il primo è caratterizzato da una base quadrangolare con un lato di 8,20 metri e con un'altezza di 23,30 metri.
L'edificio fu eretto per volere del duca Pirro del Balzo, il responsabile della mutazione urbanistica di Venosa durante gli ultimi decenni del Quattrocento. Il duca, divenuto signore della città, ottenne il permesso dal vescovo di demolire l'antica cattedrale ed ivi costruire il castello, essendo il punto più vulnerabile della città ed il più soggetto ad attacchi. Come da accordo, Pirro del Balzo si impegnò per progettare la costruzione di una nuova cattedrale. Tuttavia i tempi di costruzione di questo edificio religioso furono piuttosto travagliati.
Mentre i lavori per il castello procedettero a ritmi costanti, quelli della cattedrale, iniziati nel 1470, vennero conclusi solo più di trent'anni dopo (nel 1502) e la costruzione fu consacrata il 12 marzo 1531. Ciononostante, la struttura era ancora incompleta del campanile, la cui elaborazione iniziò nel 1589 per ordine del vescovo Rodolfo di Tussignagno, fu continuata nel 1614 da Andrea Perbenedetti e terminata nel 1714.
Come per l'edificazione castello, anche per quella della cattedrale vennero demolite e rase al suolo tutte le strutture contigue (piazza, botteghe, abitazioni), nonché la chiesa di San Basilio. Sulla facciata in pietra lavorata dell'attuale concattedrale è osservabile un portale con architrave, lungo il quale vi è incisa un'iscrizione che attesta la presenza di Cola di Conza al momento della messa in opera del monumento nel 1512.
Dal 1986 è concattedrale della diocesi di Melfi-Rapolla-Venosa.

## Interno

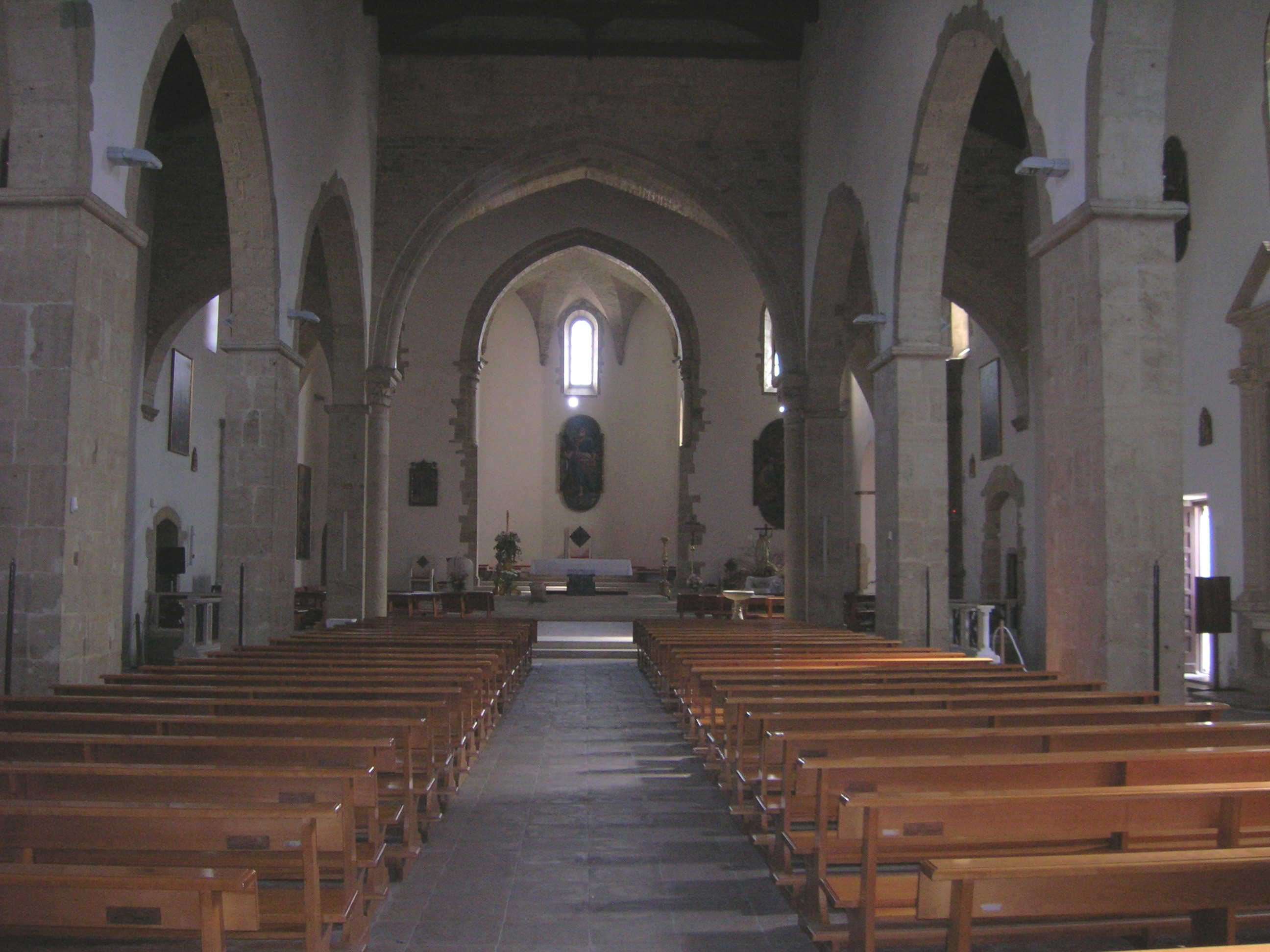
Interno

L'interno della concattedrale mostra uno stile architettonico di tipo tardogotico, vistosamente coniugato con inserti rinascimentali ed è suddiviso in due piani e tre navate. Le navate sono delimitate con archi a sesto acuto, di cui quella centrale prospetta, al suo limite, due grandi archi che segnano l'area del transetto, oltre il quale la visuale va a chiudersi sull'abside a forma di lunetta.
La concattedrale ospita nel suo interno varie cappelle, disposte nelle navate laterali. Tra queste si distingue la cappella del Sacramento, collocata nella navata di destra e risalente al 1520, ornata da un arco costellato da putti, candelabri e festoni. Nella parte interiore della concattedrale ci sono anche diversi dipinti come Il martirio di san Felice di Carlo Maratta, Cristo e la Maddalena di Nicola Marangelli, La comunione degli apostoli di un ignoto pittore e L'adorazione dei Magi di Simone da Firenze, di cui è rimasto solamente un piccolo frammento.
Scendendo nella cripta, si giunge ove è custodita la tomba di Maria Donata Orsini, moglie di Pirro del Balzo, dalla quale il duca ebbe come bene dotale Venosa nel 1453. La Orsini morì in questa cittadina nel 1485, all'età di 54 anni e, inizialmente, fu seppellita nella chiesa di Santa Maria della Pace, fuori le mura di Venosa. Dopo cent'anni, i suoi discendenti decisero di trasferire la salma e il monumento in marmo nella Cattedrale e i frati, aprendo il sepolcro, si accorsero che il suo corpo, così come le sue vesti, era rimasto intatto come se fosse morta da poco, e permisero ai fedeli di toccare la donna defunta per poter trarre miracolose guarigioni.

## Galleria d'immagini

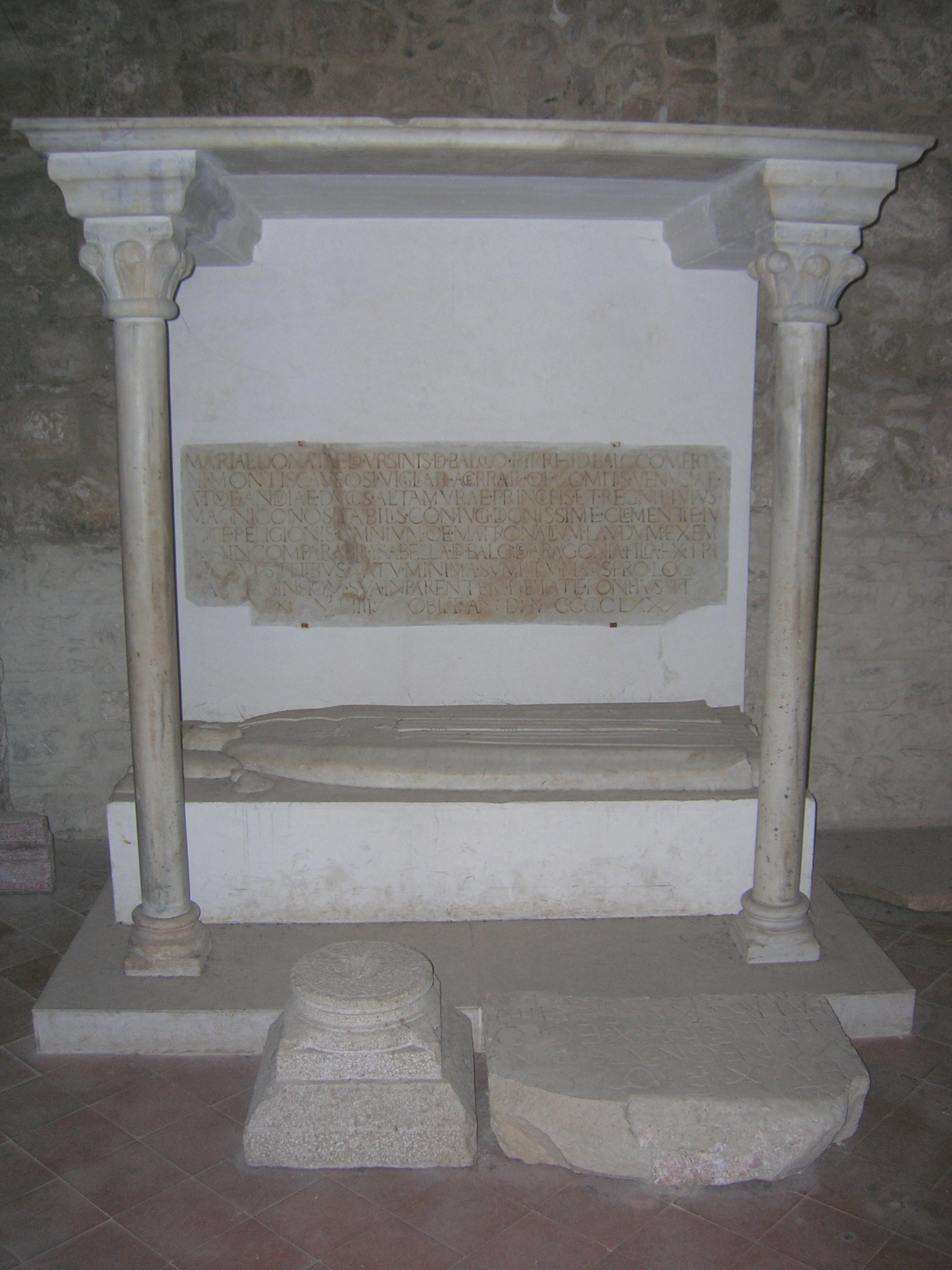
Tomba di Maria Donata Orsini
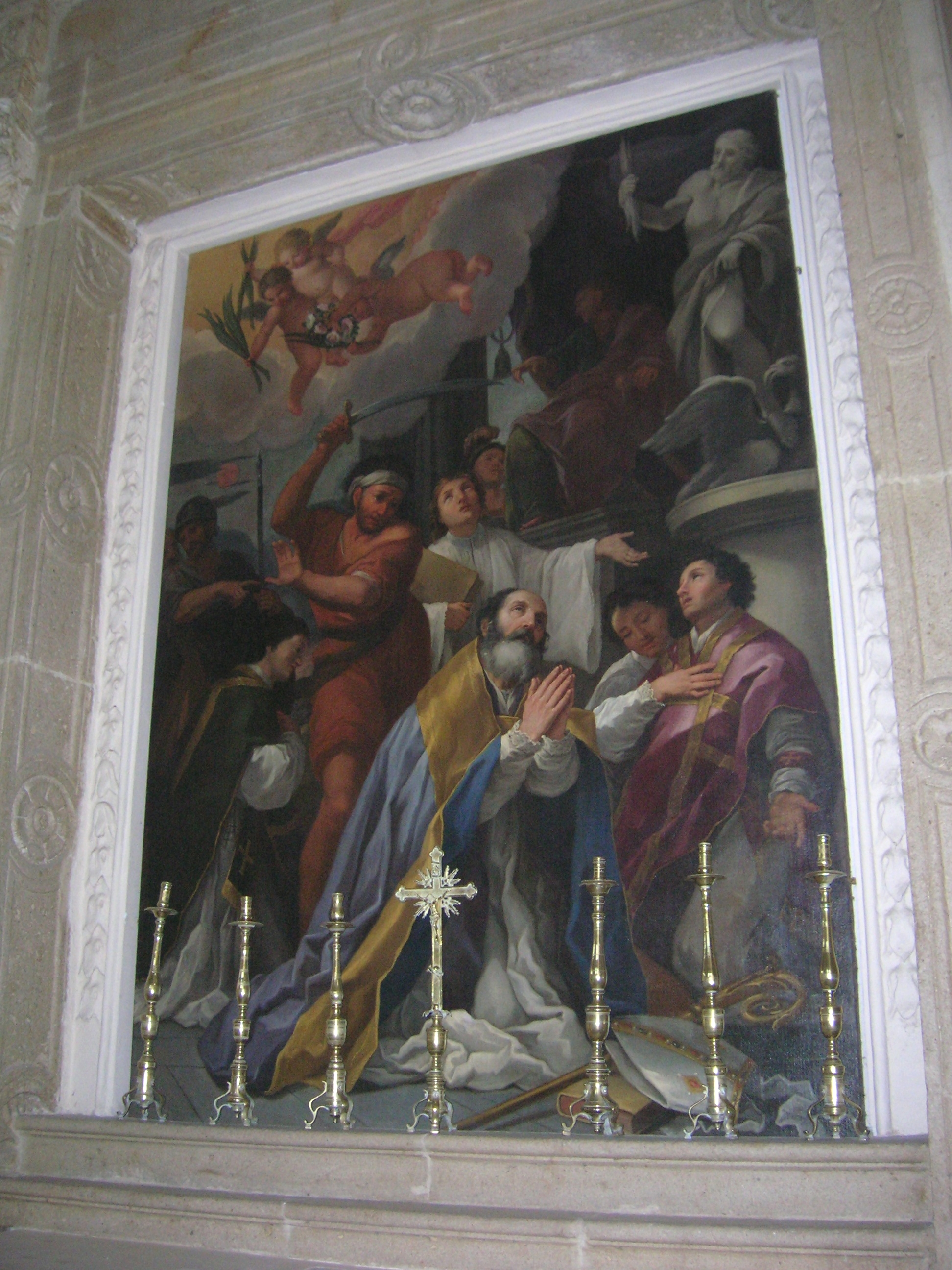
Il martirio di San Felice
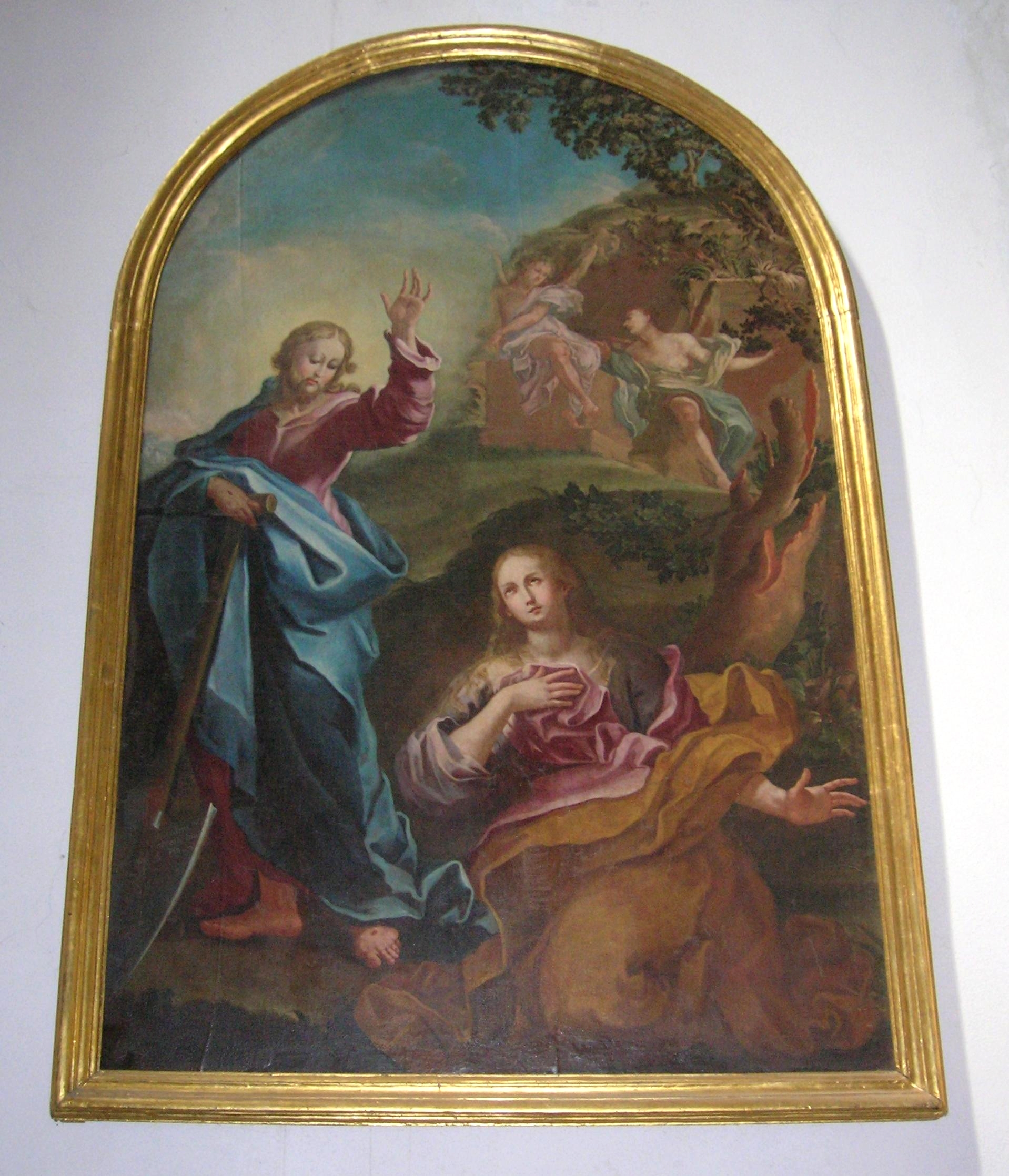
Cristo e la Maddalena
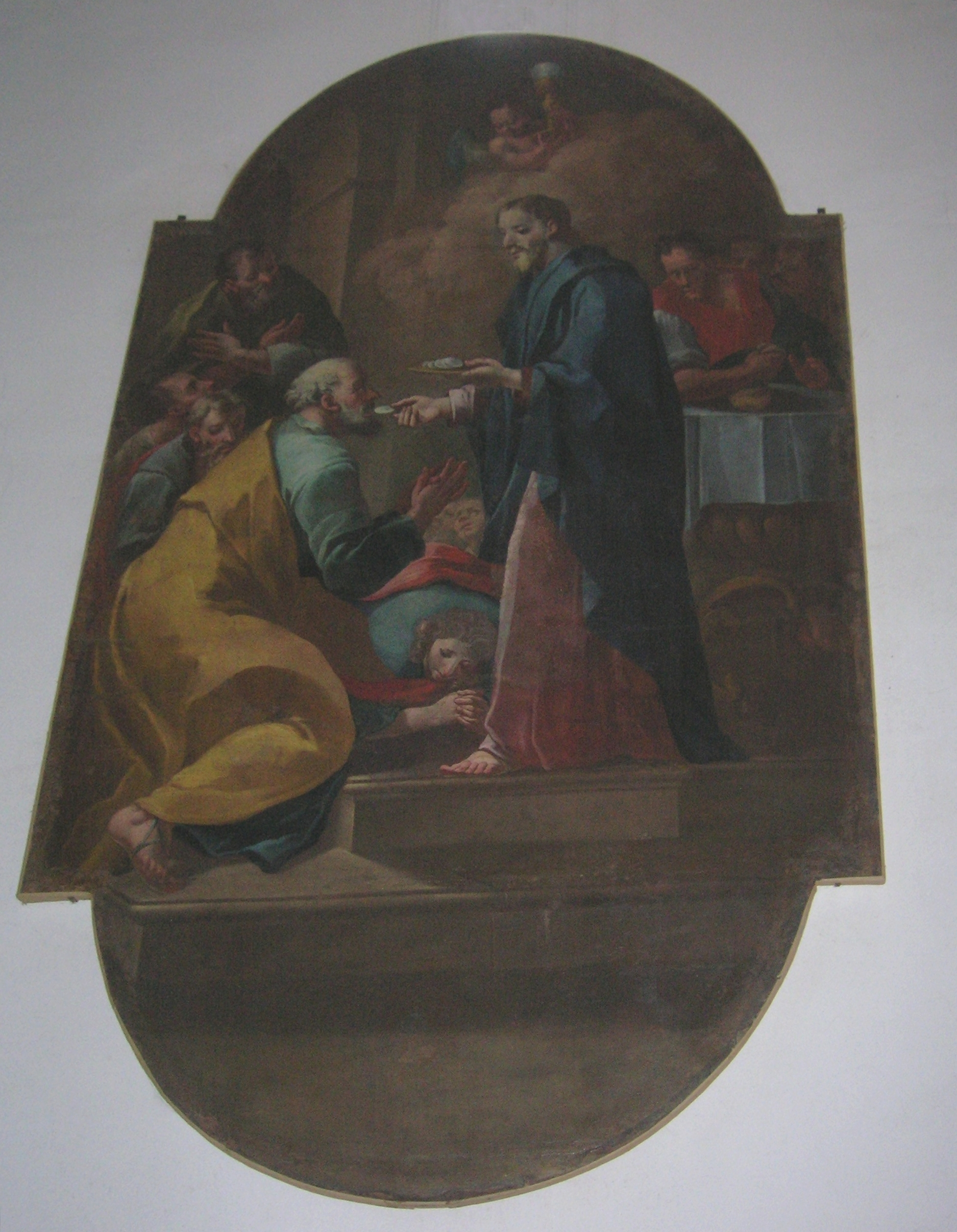
La comunione degli apostoli